# Biblioteca personal. Prólogos
Biblioteca personal. Prólogos es un libro del escritor argentino Jorge Luis Borges. Fue publicado por Alianza Editorial en 1988.
En el año 1985, la editorial Hyspamérica encargó a Borges la creación de una colección de libros que llevaría el nombre de Biblioteca personal. Esta estaría formada por cien libros, publicados de a uno por semana, con prólogos del escritor. Borges llegó a escribir sesenta y cuatro. Su muerte en 1986 impidió que el trabajo concluyera. Los prólogos fueron reunidos y publicados por Alianza Editorial.
Los libros de la colección son, en su mayoría, de ficción, pero están incluidos otros de diversos temas: historia, religión, psicología y filosofía. La selección hecha por Borges no está pensada desde el punto de un escritor sino de un lector. Los libros que eligió son lo que considera capaces de quedar en el recuerdo del lector y acompañarlo durante toda la vida, como lo hicieron con él.